# Athena Kugblenu
Athena Kugblenu (nacida el 14 de noviembre de 1981) es una comediante y escritora británica.

## Biografía
Kugblenu se describe a sí misma como mestiza⁣: mitad indoguyanesa y mitad ghanesa . Trabajó como directora de proyectos en Londres antes de incursionar en la comedia. Tiene un hermano gemelo.

## Carrera profesional
En 2017, Kugblenu actuó en el Festival Internacional de Comedia de Johannesburgo y siguió con su hora de debut, KMT, en el Fringe de Edimburgo. Su segunda hora celebrada fue el programa político Follow the Leader. Ha apoyado a Daliso Chaponda, Nish Kumar y Fern Brady en la gira.
En televisión, Kugblenu ha aparecido enSam Delaney's News Thing, The Dog Ate My Homework, The Big Night In, Mock the Week, Who said that?, Girl on Girl, When News Goes Horribly Wrong, The Funny Haha Survival Guide. En 2020 actuó en Stampdown Comedy Night.
Kugbenlu escribe para Frankie Boyle's New World Order, Horrible Histories, The Russell Howard Hour , The Lenny Henry Show de Radio 4, Dead Ringers, The News Quiz, Newsjack, The Now Show y es el escritor principal del programa multicultural Sketchtopia . También colabora en los programas de la BBC para niños The Amelia Gething Complex y Swashbuckle. También ha escrito para revistas y periódicos como The Guardian, Time Out y <i id="mwTw">Stylist Magazine</i> y hace apariciones regulares en BBC Radio 5 Live y Talk Radio.
En la radio, ha aparecido en The News Quiz, Radio Four Extra Comedy Club, Arts Club y The Museum of Curiosity .  Kugblenu presenta el podcast Keeping Athena Company y es coanfitrión habitual de The Guilty Feminist y Loose Ends y panelista de Breaking the News de la BBC de Escocia. También ha aparecido en el Edimburgo Fringe Podcast de Richard Herring y en Stars In Your Ears.
Kugblenu es miembro de la BBC Comedy Room 2019/20 y recibió la Beca Felix Dexter de la BBC para los escritores de comedia prometedores de BAME en 2020. Además, está nominada a la Beca de Comediantes Femeninas del Club 99 y ex finalista del Premio a la Nueva Comedia de la BBC. Kugblenu fue nominado para el 2015 BBC New Comedy Award. 
Es miembro fundadora de Do the Right Scene, un grupo de improvisación con sede en Londres que realiza espectáculos y talleres mensuales en Londres y actúa en todo el Reino Unido.